# Bombay High
Bombay High est un champ pétrolifère situé à 160 km de Bombay et à 75 km des côtes indiennes. C'est le plus important gisement de pétrole de l'Inde. Le gisement est géré par ONGC. Il a été découvert en 1965, sa production a démarré en 1974.